# Peperomia macrocarpa
Peperomia macrocarpa är en pepparväxtart som beskrevs av C. Dc.. Peperomia macrocarpa ingår i släktet peperomior, och familjen pepparväxter. Inga underarter finns listade i Catalogue of Life.